# Пљачка у Арабаконаку
Пљачка у Арабаконаку била је пљачка турског поштанског кола који је носио пореске приходе из Орханије и Тетевена ("царска ризница"), почињена 22. септембра 1872. у области "Пантата" на прелазу Арабаконак. Сврха је била да се новац искористи за наоружавање ослобађања Бугарске.
Разбојнике предводи Димитар Николић. То постаје трагедија за бугарски народноослободилачки покрет. 